# Jurij Vernydub
Jurij Mykolajovyč Vernydub (in ucraino Юрій Миколайович Вернидуб?; Žytomyr, 22 gennaio 1966) è un allenatore di calcio ed ex calciatore ucraino allenatore del Kryvbas Kryvyj Rih.

## Carriera
Nel 2012 ha iniziato la sua carriera da allenatore alla guida dello Zorja, portando la formazione di Luhans'k a disputare la fase a gironi dell'UEFA Europa League per due stagioni consecutive (2016-2017 e 2017-2018).
Nel 2019, dopo sette anni allo Zorja, si è trasferito ai bielorussi dello Šachcër Salihorsk, con cui ha vinto il campionato.
Nel 2020 si è trasferito in Moldavia per allenare lo Sheriff Tiraspol, con cui ha vinto due campionati moldavi e una Coppa di Moldavia e che ha portato a disputare la fase a gironi della UEFA Champions League per la prima volta nella sua storia.
Il 28 febbraio 2022 ha deciso di abbandonare momentaneamente la guida del club moldavo, lasciando il posto al suo vice, per arruolarsi nell'esercito ucraino dopo l'invasione russa del paese. Alla fine del campionato ha annunciato le dimissioni dal ruolo di allenatore dello Sheriff.
Il 21 giugno 2022 è stato nominato allenatore del Kryvbas.

## Statistiche
Statistiche aggiornate al 21 maggio 2022; in grassetto le competizioni vinte.
| Stagione        | Squadra           | Campionato      | Campionato | Campionato | Campionato | Campionato | Coppe nazionali | Coppe nazionali | Coppe nazionali | Coppe nazionali | Coppe nazionali | Coppe continentali | Coppe continentali | Coppe continentali | Coppe continentali | Coppe continentali | Altre coppe | Altre coppe | Altre coppe | Altre coppe | Altre coppe | Totale | Totale | Totale | Totale | % Vittorie | Piazzamento |
| Stagione        | Squadra           | Comp            | G          | V          | N          | P          | Comp            | G               | V               | N               | P               | Comp               | G                  | V                  | N                  | P                  | Comp        | G           | V           | N           | P           | G      | V      | N      | P      | %          | Piazzamento |
| --------------- | ----------------- | --------------- | ---------- | ---------- | ---------- | ---------- | --------------- | --------------- | --------------- | --------------- | --------------- | ------------------ | ------------------ | ------------------ | ------------------ | ------------------ | ----------- | ----------- | ----------- | ----------- | ----------- | ------ | ------ | ------ | ------ | ---------- | ----------- |
| 2020            | Šachcër Salihorsk | VL              | 30         | 17         | 8          | 5          | KB              | 6               | 5               | 0               | 1               | UEL                | 6                  | 3                  | 2                  | 1                  | -           | -           | -           | -           | -           | 42     | 25     | 10     | 7      | 59,52      | 1°          |
| 2020-2021       | Sheriff Tiraspol  | DN              | 36         | 32         | 3          | 1          | CM              | 4               | 3               | 1               | 0               | UCL+UEL            | 2+1                | 1+0                | 0+1                | 1+0                | -           | -           | -           | -           | -           | 43     | 36     | 5      | 2      | 83,72      | 1°          |
| 2021-2022       | Sheriff Tiraspol  | DN              | 28         | 22         | 4          | 2          | CM              | 4               | 4               | 0               | 0               | UCL+UEL            | 14+2               | 8+1                | 3+0                | 3+1                | SM          | 1           | 0           | 1           | 0           | 37     | 26     | 6      | 5      | 70,27      | 1º          |
| Totale carriera | Totale carriera   | Totale carriera | 94         | 71         | 15         | 8          |                 | 14              | 12              | 1               | 1               |                    | 25                 | 13                 | 6                  | 6                  |             | 1           | 0           | 1           | 0           | 122    | 87     | 21     | 14     | 71,31      |             |

## Palmarès

### Calciatore
- Coppa di Russia: 1

Zenit San Pietroburgo: 1998-1999

### Allenatore
- Campionato bielorusso: 1

Šachcër Salihorsk: 2020
- Campionato moldavo: 2

Sheriff Tiraspol: 2020-2021, 2021-2022
- Coppa di Moldavia: 1

Sheriff Tiraspol: 2021-2022
- Miglior allenatore dell’anno: 1 (2021)

Sheriff Tiraspol: 2020-2021